# David Crane (Spieleentwickler)

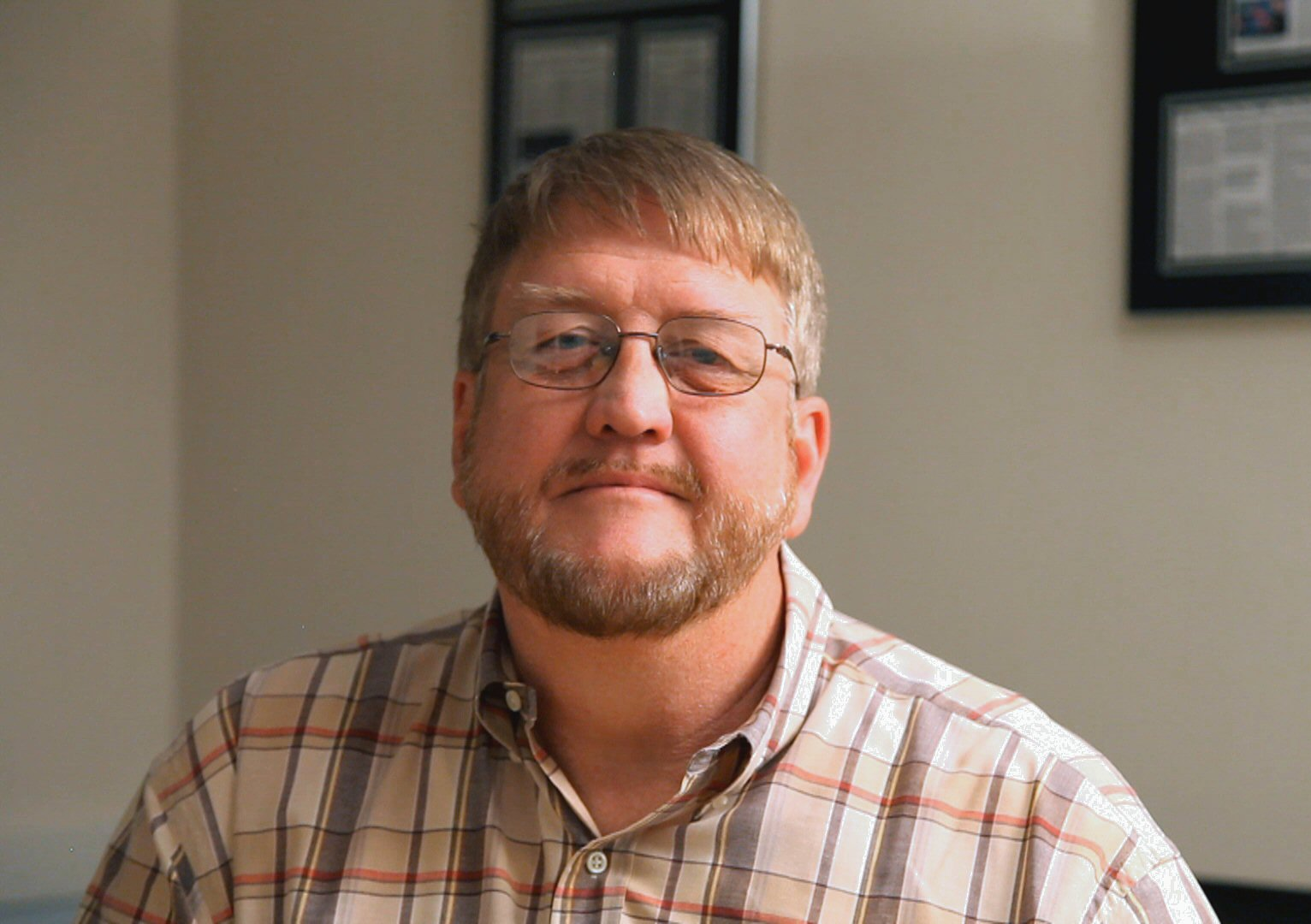
David Crane (2013)

David Patrick Crane (* 1955 in Nappanee, Indiana) ist ein US-amerikanischer Computerspiele-Entwickler. Ab Ende der 1970er Jahre programmierte Crane Spiele für den Atari 2600.
Nach einem Treffen mit Alan Miller, der eine eigene Firma aufbauen wollte, in der die Programmierer der Spiele auch der Öffentlichkeit genannt und beworben werden sollten, verließ Crane 1979 Atari und wurde Mitbegründer von Activision, zusammen mit Jim Levy, Bob Whitehead und Larry Kaplan. Die Spiele von Crane wurden weltbekannt und gewannen etliche Auszeichnungen.
Im Jahre 1986 verließ Crane Activision und wurde Mitgründer von Absolute Entertainment zusammen mit Garry Kitchen. Im Jahre 1995 gründete Crane Skyworks Technologies, eine Firma die Online-Spiele produziert, und ist dort gegenwärtig Chief Technical Officer.

## Spiele (Auswahl)
- Outlaw – Atari, 1978
- Boggle – Atari, 1978
- Slot Machine – Atari, 1978
- Canyon Bomber – Atari, 1978
- Dragster – Activision, 1980
- Fishing Derby – Activision, 1980
- Freeway – Activision, 1981
- Laser Blast – Activision 1981
- Grand Prix – Activision 1982
- Pitfall! – Activision, 1982
- Decathlon – Activision, 1983
- Pitfall II: Lost Caverns – Activision, 1984
- Ghostbusters (zum gleichnamigen Film) – Activision, 1984
- Little Computer People – Activision, 1985
- Skate Boardin' – Absolute Entertainment, 1987
- A Boy and His Blob – Absolute Entertainment, 1989
- The Rescue of Princess Blobette – Absolute Entertainment, 1990
- Night Trap – Digital Pictures, 1994
- Circus Convoy – Audacity Games, 2021